# Corpi al sole
Corpi al sole (titolo originale Evil Under the Sun) è un romanzo poliziesco di Agatha Christie, pubblicato il 9 giugno 1941 nel Regno Unito e negli USA a ottobre dello stesso anno. La storia vede l'investigatore della Christie, Hercule Poirot, prendersi una vacanza nel Devon. Durante il suo soggiorno, ha modo di notare una donna giovane e attraente, tuttavia malvista da vari ospiti. Quando ella viene assassinata, si ritrova coinvolto nelle indagini sulle circostanze singolari che circondano il mistero della sua morte.
In Italia il libro fu pubblicato nel 1947 con un titolo modificato: l'originale Male sotto il sole allude alle azioni malvagie che si commettono alla luce del giorno.

## Trama

### Introduzione
La bella e famosa attrice Arlena Marshall è in vacanza con il marito e la figliastra sull'isola del Contrabbandiere. La sua personalità è al centro delle discussioni che avvengono nell'albergo: c'è chi la definisce una rovina famiglie, chi una mangiatrice di uomini. Ma lei e il marito sembrano non accorgersi di tutte queste chiacchiere. Una mattina Arlena viene trovata morta su una spiaggia dell'isola. Chi l'ha uccisa? E perché? A questi interrogativi risponderà col suo insolito acume Hercule Poirot, anche lui presente sull'isola in vacanza.

### Intreccio
Arlena è una bellissima attrice ritiratasi dalla scena che si è sposata da poco, ma che nonostante tutto continua a tradire il marito con altri uomini. La donna si reca all'hotel Jolly Roger con suo marito, Kenneth Marshall, e la sua figliastra, Linda. La ragazzina, che ha sedici anni, odia la sua matrigna. Arlena, una volta arrivata all'hotel, comincia subito a flirtare con un bell'uomo di nome Patrick Redfern, causando così la gelosia della moglie di lui, Christine. Nello stesso hotel soggiornano anche il famoso detective Hercule Poirot, la stilista e amica d'infanzia di Kenneth Rosamund Darnley, i turisti americani Odell e Carrie Gardener, il maggiore in pensione Barry, l'invadente Horace Blatt, il vicario Stephen Lane e l'energica zitella Emily Brewster.
La mattina dell'omicidio, Linda ha fatto cadere un pacco contenente delle cose che aveva appena acquistato davanti a Christine, che così può vedere il suo contenuto: delle candele. Christine chiede alla ragazza di andare a Gull Cove con lei. Nello stesso tempo, Arlena si allontana in mare su un'imbarcazione, e dice a Poirot di non rivelare a nessuno dove stia andando. Il piccolo belga pensa che Arlena si stia per incontrare con Patrick Redfern, ma quando l'uomo va a chiedergli se ha visto Arlena, Poirot capisce di essersi sbagliato.
Patrick chiede an Emily Brewster di unirsi a lui per una gita in barca a remi e la donna accetta. I due alla fine raggiungono Pixy Cove e vedono un corpo giacere immobile sulla spiaggia, con le braccia distese e la faccia nascosta da un cappello. Si verrà a scoprire poi che si tratta del cadavere di Arlena, che è stata strangolata ed è morta verso le 11:45.
Quando la polizia comincia a interrogare tutti gli ospiti dell'albergo, Kenneth Marshall afferma di essersi trovato nella sua camera, intento a scrivere delle lettere nel momento in cui è morta la moglie. Linda mente dicendo che voleva bene alla sua matrigna e afferma che lei e Christine si sono recate a Gull Cove alle 10.30. Christine dice di essere tornata all'hotel all'incirca alle 11.45, il che vuol dire che non può essere lei l'assassina, visto che Arlena è stata uccisa proprio a quell'ora. Christine rivela anche che Arlena era ricattata da qualcuno. I Gardener erano assieme a Poirot in quel momento, quindi neanche loro possono essere sospettati. Rosamund Darnley afferma di essere andata a Sunny Ledge (sopra Pixy Cove) per leggere un libro. La donna dice di non aver visto nessuno perché era concentrata nella lettura, ma Patrick ed Emily, mentre remavano, l'hanno notata. Per quanto riguarda gli altri, Stephen Lane e il maggiore Barry erano usciti e Horace Blatt se n'è andato via in barca. Christine, Rosamund, Kenneth e il signor Gardener si erano poi dati appuntamento per andare a giocare a tennis alle dodici.
Poirot chiede alla cameriera, Gladys Narracott, se ha notato la mancanza di una bottiglia. L'investigatore le fa questa domanda perché poco prima Emily Brewster aveva detto di essere stata quasi colpita da una bottiglia lanciata da non si sa chi. La cameriera non ha fatto caso se mancasse una bottiglia, ma ha notato qualcos'altro che le è sembrato strano; qualcuno ha fatto un bagno a mezzogiorno. Poirot afferma che la storia del bagno non è importante, mentre la bottiglia al contrario sì. Gladys ha anche sentito Kenneth Marshall battere a macchina nella sua stanza e questo spazza via tutti i sospetti sulla figura del marito di Arlena.
La polizia, accompagnata da Poirot, si reca a Pixy Cove per investigare e così vengono trovati un paio di forbici nuove, un pezzo di pipa e una bottiglia. La pipa potrebbe essere di Kenneth, dato che l'uomo ha riferito a Poirot e alla polizia di averne smarrita una. All'entrata di una grotta viene trovata dell'eroina. Ci sono sospetti che Horace Blatt abbia qualcosa a che fare col commercio di droga o l'omicidio. Poirot si interessa all'assassinio di una donna di nome Alice Corrigan, avvenuto qualche anno prima, e scopre così che anche lei è stata strangolata e il suo assassino non è mai stato identificato. Il marito di Alice infatti si era sempre proclamato innocente e aveva un alibi. Il corpo di Alice era stato trovato da un'insegnante.
Poirot propone a tutti di fare un picnic, forse per fare una piccola prova all'insaputa degli altri. Christine ed Emily hanno entrambe detto in precedenza di soffrire di vertigini. Di conseguenza, quando il gruppetto si trova a dover attraversare un ponticello stretto e alto, le due donne dovrebbero sentirsi male. Emily infatti reagisce subito all'altezza, mentre invece Christine attraversa il ponte senza nessun problema. Il belga capisce così che la signora Redfern ha mentito, almeno una volta: potrebbe averlo fatto anche in altre occasioni?
Quando il gruppo ritorna all'hotel, la cameriera li avvisa che Linda non si sentiva bene. Appena entrati nella sua stanza, suo padre e Poirot si accorgono che Linda ha preso 6 pastiglie di sonnifero, supponendo che abbia tentato di uccidersi, però non riuscendovi. La ragazza infatti ha lasciato una lettera, confessando di essere stata lei ad uccidere Arlena. Dopo che Linda si è ripresa, appare chiaro il motivo della sua confessione: il pacco di candele che aveva comprato la mattina dell'uccisione di Arlena servivano a eseguire un rituale voodoo che la giovane aveva creduto fosse andato a buon fine con la morte dell'odiata matrigna.
Poirot, alla fine del romanzo, svela che Patrick Redfern ha ucciso Arlena, assieme alla sua complice Christine. Il corpo che Emily e Patrick hanno visto steso sulla spiaggia a Pixy Cove non era quello di Arlena, bensì quello di Christine (la faccia non si poteva infatti riconoscere, coperta com'era da un cappello), che fingeva di essere Arlena morta, tramite un’abbronzatura artificiale. Patrick ha invitato la signorina Brewster a fare quella gita in barca con lui in modo da avere una testimone che potesse confermare l'ora del ritrovamento del cadavere, e la sua conseguente innocenza. Dal canto suo, Christine, durante la sua gita a Gull Cove con Linda, ha mandato avanti l'orologio della ragazza di 20 minuti, in modo che quando Linda le avesse chiesto che ora fosse, le avrebbe risposto che erano le 11.45 – cosa che avrebbe confermato quindi l'impossibilità di Christine di essere a Pixy Cove a uccidere Arlena. Christine poi, in un momento di distrazione di Linda, ha provveduto a rimettere a posto l'orologio. A quel punto, Christine è ritornata all'albergo, si è applicata una crema per creare un’abbronzatura artificiale uguale a quella di Arlena, e ha gettato la bottiglia dalla finestra per eliminare la prova, sfiorando la signorina Brewster. Dopo di ciò, Christine si è recata a Pixy Cove, si è messa una parrucca e si è distesa sulla spiaggia, fingendosi Arlena. Mentre Emily Brewster correva a chiamare aiuto, Christine è tornata velocemente all'albergo e si è tolta la finta abbronzatura facendosi un bagno. Arlena nel frattempo si era nascosta dentro la grotta di Pixy Cove, sotto suggerimento di Patrick, e l'uomo, una volta rimasto da solo con lei, l'ha strangolata e posizionata sulla spiaggia. Patrick ha ucciso Arlena per impedirle di capire che lui le stava spendendo tutto il suo denaro. Christine, una volta tolta l’abbronzatura, si è recata a giocare a tennis senza che nessuno sospettasse che fosse implicata nell'omicidio. I Redfern avevano anche deciso di far incolpare Linda e comunque, per maggior sicurezza, avevano anche lasciato un frammento della pipa di Kenneth per farlo sembrare un sospetto.
Il vero nome di Patrick Redfern è Edward Corrigan, il marito di Alice Corrigan, anche lei uccisa dall'uomo. La maestra che aveva scoperto il corpo era Christine Redfern, che in realtà si chiama Christine Deverill, e anche in quel caso i due erano in combutta.
Il libro prevede un lieto fine, infatti Rosamund e Kenneth si sposano.

## Personaggi
- Hercule Poirot, investigatore
- Maggiore Barry, ex ufficiale dell'esercito coloniale
- Horace Blatt, uomo d'affari in vacanza
- Emily Brewster, signorina in vacanza
- Signora Castle, proprietaria dell'albergo
- Rosamund Darnley, proprietaria di una casa di mode
- Stephen Lane, pastore anglicano
- Arlena Marshall, attrice di varietà e vittima
- Kenneth Marshall, marito di Arlena
- Linda Marshall, figlia di Kenneth
- Christine Redfern, giovane donna in vacanza
- Patrick Redfern, marito di Christine
- Odell Gardener, turista americano in vacanza
- Signora Gardener, moglie di Odell

## Adattamenti
- Delitto sotto il sole (1982) regia di Guy Hamilton, con Peter Ustinov, James Mason, Jane Birkin, Colin Blakely, Nicholas Clay.
- Corpi al sole (2001) episodio della serie televisiva Poirot, regia di Brian Farnham, con David Suchet, Hugh Fraser e Philip Jackson.
- Un episodio della serie televisiva francese Les Petits Meurtres d'Agatha Christie è stato tratto dal romanzo nel 2019.

## Curiosità
- Uno dei personaggi del libro, la signora Gardiner, si professa una fan dell'investigatore belga. Fa anche riferimento a una precedente avventura di Poirot: si tratta di Poirot sul Nilo, citando pure una delle protagoniste della storia.
- Il Colonnello Weston, capo della Polizia, fa un esplicito riferimento a un precedente caso di Poirot in cui ha partecipato alle indagini, precisamente Il pericolo senza nome.

## Edizioni italiane
La storica traduzione di Alberto Tedeschi, ristampata ininterrottamente, non è mai stata riveduta.
- Corpi al sole. «La tragedia incombe sull'isola», traduzione di Alberto Tedeschi, Collana I Libri Gialli. Nuova Serie n.31, Milano-Verona, Arnoldo Mondadori Editore, settembre 1947,  p. 96. - I Capolavori dei Gialli Mondadori, febbraio 1955.
- Corpi al sole, Prefazione e postfazione di Claudio Savonuzzi, Collana Oscar n.1044 (Oscar dei Gialli n.15), Milano, Mondadori, 1976,  pp. XI-194. - I Classici del Giallo Mondadori n.394, 2 marzo 1982; I Classici del Giallo Mondadori n.569, 15 novembre 1988; Edizione illustrata e annotata, Collezione Agatha Christie, Milano, CDE, 1994; Collana Oscar Narrativa n.1440 (Oscar Scrittori del Novecento), Mondadori, 1995; Collana Oscar Scrittori Moderni, Mondadori, 2003, ISBN 978-88-045-2027-6; Collana Oscar Gialli, Mondadori, 2018, ISBN 978-88-047-0016-6.
- in  Le grandi indagini di Poirot, Collana Oscar Bestsellers, Milano, Mondadori, 2010, ISBN 978-88-046-0306-1. - Collana Flipback, Mondadori, 2015, ISBN 978-88-046-5487-2.